# Золотой угол
Золотой угол — угол, равный {\displaystyle 2\pi (1-\varphi )=2\pi \cdot \varphi ^{2}\approx 137^{\circ }30'\approx 2.4rad}, где {\displaystyle \varphi ={\frac {{\sqrt {5}}-1}{2}}} — золотое сечение. Этот угол относится к углу, дополняющему его до полного, так же, как тот относится к полному углу.

## В природе
Под таким углом располагаются листья на стеблях некоторых растений, так как он обеспечивает самый оптимальный для них доступ к свету. Они располагаются на стебле по спирали, как по часовой стрелке, так и против неё, под золотым углом.